# Dickinson, North Dakota
Dickinson är administrativ huvudort i Stark County i North Dakota. Orten har fått sitt namn efter järnvägsfunktionären Wells S. Dickinson. Enligt 2010 års folkräkning hade Dickinson 17 787 invånare.

## Kända personer från Dickinson
- Byron Dorgan, politiker
- Kellan Lutz, skådespelare